# Juan Pablo Rebella
Juan Pablo Rebella (Montevideo, 1974. – Montevideo, 5. srpnja 2006.) bio je urugvajski filmski redatelj i scenarist.[nedostaje izvor]

## Životopis
Pohađao je katoličko sveučilište u Urugvaju, gdje je studirao društvenu komunikaciju, te je tamo počeo režirati kratke filmove i njegova prva suradnja bila je s kolegom Pablom Stolom.[nedostaje izvor]
Nakon što su diplomirali 1999. godine, on i Stoll započeli su rad na svom prvom dugometražnom filmu, 25 Watts (2001), nakon čega su osvojili nekoliko međunarodnih nagrada: Nagradu za najbolji igrani film na Rotterdamskom međunarodnom filmskom festivalu, Nagradu za najbolji 1. igrani film u Havanskom filmu Festivala, nagradu FIPRESCI i nagradu za najboljeg muškog glumca na Festivalu neovisnog filma u Buenos Airesu.[nedostaje izvor]
2004. godine Rebella i Stoll objavili su svoj drugi dugometražni film Whiskey na filmskom festivalu u Cannesu 2004. godine i osvojili kritiku, osvojivši nagradu Un Certain Regard.
Whiskey je također osvojio nagradu Međunarodnog filmskog filmskog festivala Sundance u kategoriji međunarodne nagrade iz južnoameričkog područja.[nedostaje izvor]
Rebella je glumio i u kratkometražnom filmu 8 sati iz 2006. godine.[nedostaje izvor]
Rebella se upucao 2006. godine u dobi od 32 godine te je pokopan na gradskom groblju u Montevideu .

## Vanjske poveznice
- Juan Pablo Rebella na IMDb
- Osmrtnica